# Тіана Лазович
Тіана Лазович (нар. 1990, Задар, СФРЮ) — хорватська акторка. Закінчила Академію драматичного мистецтва (Загреб).

## Вибіркова фільмографія
- Діти священика (2013)
- Зеніт (2015)
- На іншій стороні (2016)
- телесеріал «Успіх» (Uspjeh) (2019) - Діяна